# DJ Ross

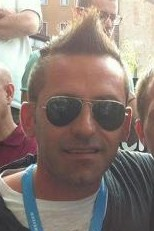
DJ Ross, 2012

DJ Ross (* 13. August 1973 in Mailand, bürgerlich Rossano Prini) ist ein italienischer DJ und Musikproduzent.

## Karriere
Anfang der 2000er Jahre erschienen mehrere Singles von DJ Ross, die vor allem im französisch- und italienischsprachigen Raum in die Musikcharts einsteigen konnten. Außerdem veröffentlichte er diverse Remixe für namhafte Künstler, vorzugsweise vom Balkan.
Von 2004 bis 2009 veröffentlichte DJ Ross mehrere Singles zusammen mit Double You, welche allerdings kommerziell wenig erfolgreich waren.
Seit August 2009 hat Prini eine wöchentliche Sendung beim Radiosender m2o. Seit 2016 erscheinen regelmäßig von ihm zusammengestellte Kompilationen unter dem Titel m2o Xperience.
Prini arbeitet oft mit anderen italienischen Musikproduzenten für Singles und Remixe zusammen. Er war und ist Teil diverser Projekte der elektronischen Tanzmusik, unter anderem Aeon, B.U.S., Black Mushroom, D-Vektor, E.Magic, Groovy 69, Happymen, Horizon, Luv-Lee, Me.Da., Mo.Ro., New Tone, Romantics, Starfish, The Bangers, The Lawyer und Very Nice People

## Diskografie

### Kompilationen
- 2013: Dj Ross presents The Bomb 2K14 (DJ-Mix)
- 2014: Dj Ross presents The Bomb 2K15 (DJ-Mix)

### Singles

#### Chartplatzierungen
| Jahr | Titel Album      | Höchstplatzierung, Gesamtwochen, AuszeichnungChartplatzierungen (Jahr, Titel, Album, Platzierungen, Wochen, Auszeichnungen, Anmerkungen) | Höchstplatzierung, Gesamtwochen, AuszeichnungChartplatzierungen (Jahr, Titel, Album, Platzierungen, Wochen, Auszeichnungen, Anmerkungen) | Höchstplatzierung, Gesamtwochen, AuszeichnungChartplatzierungen (Jahr, Titel, Album, Platzierungen, Wochen, Auszeichnungen, Anmerkungen) | Anmerkungen                                         |
| Jahr | Titel Album      | AT | FR | IT | Anmerkungen                                         |
| ---- | ---------------- | --- | --- | --- | --------------------------------------------------- |
| 2002 | Dreamland        | AT60 (3 Wo.)AT | FR54 (6 Wo.)FR | — | Platz 28 (9 Wochen) in den italienischen M&D-Charts |
| 2002 | Lonely (Emotion) | — | — | IT31 (4 Wo.)IT |                                                     |
| 2003 | Smile            | — | — | IT32 (1 Wo.)IT |                                                     |
| 2004 | Floating in Love | — | — | IT20 (3 Wo.)IT |                                                     |
| 2019 | La vie           | — | FR200 (1 Wo.)FR | — | feat. Kumi                                          |

#### Weitere Singles
- 2003: Lupin
- 2004: Get Up (vs. Double You)
- 2005: Beat Goes On (vs. DY)
- 2007: To the Beat (vs. DY)
- 2008: Change (vs. Double You)
- 2009: Please Don’t Go 2009 (vs. Double You)
- 2011: U Got the Love (feat. Sushy)
- 2012: Arabica
- 2013: Baker Street (mit Marvin)
- 2015: Flowin’ like the River (feat. Ramin Rezai)
- 2019: I Just Wanna Say Ti Amo (mit Wender feat. Aira)

### Remixe
- 1997: C.M – Dream Universe
- 1999: Vengaboys – We’re Going to Ibiza!
- 2001: Stone Phazers – John Wayne
- 2002: Promiseland – Walking All Together
- 2003: Grupo Mamey – Obsesiòn
- 2003: Magic Box – If You…
- 2003: Haiducii – Dragostea din tei
- 2004: O-Zone – Dragostea din tei
- 2004: Luka – Tô nem ai
- 2005: Arsenium – Love Me, Love Me …
- 2005: Horizon – I Live on My Own
- 2007: Crazy Loop – Crazy Loop (Mm-ma-ma)
- 2008: The House Keepers – Hangin’ On
- 2008: Atrax feat. Andy – Hard to Love
- 2008: Moony – I Don’t Know Why
- 2009: Get Far feat. H-Boogie – The Radio
- 2009: Alessandro Viale feat. Vaanya Diva – Sweet Little Thing
- 2009: Tswigly Boy – Dancing Together Tonight
- 2009: Gianluca Ghezzi feat. Loren Taylor – Don’t You Love
- 2010: Babylonia – Myself into Myself
- 2010: Maria – Acredita (Believe)
- 2010: Karly – All I Want
- 2010: Ruini & Mora & Marchesini feat. Denis J AXL – Paradise City
- 2010: Chiara Robiony & Renèe la Bulgara feat. Elisabeth Bolognini & Olia Ougrik – Itsi Bitsi Petit Bikini
- 2011: DJs from Mars feat. Fragma – Insane (In Da Brain)
- 2011: Alice Edun – Don’t Ask Me Why
- 2011: Nuelle – Dj Boy
- 2012: J.A.M. feat. Omer Fernandez – Santo Domingo
- 2013: Elen Levon – Wild Child
- 2015: Álvaro Soler – El mismo sol
- 2015: Nek – Fatti avanti amore
- 2015: Marco Mengoni – Io ti aspetto
- 2016: Zhu & AlunaGeorge – Automatic
- 2016: Vasco Rossi – Sono innocente ma…
- 2017: Oyadi – Time Again
- 2017: LP – Other People
- 2017: Whigfield – Saturday Night
- 2017: Ada Reina – Chocolate y Miel
- 2017: Waser feat. Robbie Rosen – Don’t Give Up on Me
- 2018: Hooverphonic – Romantic
- 2018: Locodrop feat. Francikario – Lambaton
- 2019: Zoë – C’est la vie

## Belege
1. ↑  Chartquellen: AT FR IT
2. ↑  Guido Racca & Chartitalia: Top 100 FIMI Singoli. Lulu, 2013, S. 87.
3. ↑  Guido Racca: M&D Borsa Singoli 1960-2019. Selbstverlag, 2019, ISBN 978-1-09-326490-6, S. 191.